# Lee Lozano
Lee Lozano (Newark, 1930 - Dallas, 1999) va ser una artista estatunidenca que va desenvolupar la seva activitat, frenètica i breu, en la dècada del 1960. Va desenvolupar una obra provocadora que qüestionava successivament diverses estructures socials. La seva trajectòria va coincidir amb l'eclosió política i estètica nord-americana, en un context de moviments civils, antibèl·lics i de renovació de costums, associats per alguns estudiosos a les tesis d'Herbert Marcuse a Eros i civilització (1955), una obra àmpliament llegida en aquell període.
Entre 1961 i 1963, Lozano va pintar grans llenços plens de fragments de cossos, eines de treball i una càrrega sexual que oscil·lava entre el figuratiu i l'abstracte, amb un impacte visual colpidor. A partir de 1964, la seva paleta es va tornar més austera, centrant-se en primeríssims plans d'eines industrials que evocaven força i ambigüitat. Cap al 1965, es va decantar per l'abstracció amb les seves pintures d'energia, on la intersecció de formes generava efectes òptics potents i una certa sensació de violència.
A finals dels anys seixanta, la seva obra es va anar desmaterialitzant fins a derivar en pràctiques conceptuals cada cop més radicals. El 1972 va abandonar l'art i es va retirar de la vida pública. El 2017, el Museu Reina Sofia va dedicar-li una exposició que va posar en valor el seu llegat.

## Exposicions destacades
- 1964, 1965: Green Gallery, en grup, Nova York
- 1966-67: Exposició individual, Bianchini Gallery, Nova York
- 1969: "Language III", Dwan Gallery, Nova York; "Number 7", Paula Cooper Gallery, Nova York
- 1970: Exposició individual, Whitney Museum of American Art, Nova York
- 1980: Obres, en Jack Shainman Gallery
- 1998: "Lee Lozano/Matrix:135", Wadsworth Atheneum, Hartford; "Early 60s", Mitchell Algus Gallery, Nova York; "Tool Paintings", Rosen & van Liere, Nova York; "Minimalism", Margarete Roeder Gallery, Nova York
- 1999: "Afterimage: Drawing Through Process", Museum of Contemporary Art, Los Angeles
- 2003: "Transgressive Women: Yayoi Kusama, Lee Lozano, Ana Mendieta and Joan Semme", Jack S. Blanton Museum of Art, The University of Texas, Austin
- 2004: "Lee Lozano, Drawn from Life: 1961-1971", P.S.1 Contemporary Art Center, MoMA, Queens NY
- 2007: "WACK! Art and the Feminist Revolution, 1965-1980", Museum of Contemporary Art, Loa  Angeles (ambulant)
- 2008: "Solitaire: Lee Lozano, Sylvia Plimack Mangold and Joan Semmel", Wadsworth Atheneum, Hartford (ambulant)
- 2010: "Seductive Subversion: Women Pop Artists, 1958-1968", University of the Arts, Philadelphia (ambulant); "Shifting the Gaze: Painting and Feminism", Jewish Museum, Nova York
- 2017: Lee Lozano. Forçar la màquina, MNCARS, Madrid